# آنجلو ماجی
آنجلو ماجی (ایتالیایی: Angelo Maggi؛ زادهٔ ۱۶ دسامبر ۱۹۵۵) بازیگر، صداپیشه و مدیر دوبلاژ اهل ایتالیا است.
از فیلم‌ها یا سریال‌های تلویریونی که وی در آن نقش داشته‌است، می‌توان به جزیره، نوبت عاشقی و استرادیواری اشاره کرد.